# Antal Szendey
Antal Szendey (7 de marzo de 1915-6 de mayo de 1994) fue un deportista húngaro que compitió en remo.
Participó en dos Juegos Olímpicos de Verano en los años 1936 y 1948, obteniendo una medalla de bronce en Londres 1948 en la prueba de dos con timonel. Ganó cuatro medallas en el Campeonato Europeo de Remo entre los años 1935 y 1947.

## Palmarés internacional
| Juegos Olímpicos   | Juegos Olímpicos         | Juegos Olímpicos  | Juegos Olímpicos   |
| Año                | Lugar                    | Medalla           | Prueba             |
| ------------------ | ------------------------ | ----------------- | ------------------ |
| 1948               | Londres (Reino Unido)    | Medalla de bronce | Dos con timonel    |
| Campeonato Europeo |                          |                   |                    |
| Año                | Lugar                    | Medalla           | Prueba             |
| 1935               | Berlín (Alemania)        | Medalla de oro    | Ocho con timonel   |
| 1937               | Ámsterdam (Países Bajos) | Medalla de bronce | Cuatro sin timonel |
| 1938               | Milán (Italia)           | Medalla de plata  | Ocho con timonel   |
| 1947               | Lucerna (Suiza)          | Medalla de oro    | Dos con timonel    |